# Galena, Kansas
Galena là một thành phố thuộc quận Cherokee, tiểu bang Kansas, Hoa Kỳ. Năm 2010, dân số của xã này là 3085 người.

## Dân số
Dân số các năm:
- Năm 2000: 3287 người
- Năm 2010: 3085 người